# Кувватов Санджар
Санджар Кувватов (узб. Sanjar Kuvvatov, нар. 8 січня 1990, Карші) — узбецький футболіст, воротар клубу «Насаф».
Виступав, зокрема, за клуб «Машал», а також молодіжну збірну Узбекистану.

## Клубна кар'єра
У дорослому футболі дебютував 2010 року виступами за команду клубу «Машал», в якій провів шість сезонів, взявши участь у 75 матчах чемпіонату. 
До складу клубу «Насаф» приєднався 2016 року. Станом на 1 січня 2019 року відіграв за команду з міста Карші 61 матч в національному чемпіонаті.

## Виступи за збірну
2009 року залучався до складу молодіжної збірної Узбекистану. На молодіжному рівні зіграв у 3 офіційних матчах, пропустив 6 голів.
Не маючи досвіду виступів за національну збірну Узбекистану, був включений до її заявки на Кубок Азії 2019 року як один з дублерів Ігнатія Нестерова.

## Титули і досягнення
- Чемпіон Узбекистану (4):

«Пахтакор»: 2019, 2020, 2021, 2022
- Володар Кубка Узбекистану (2):

«Пахтакор»: 2019, 2020
- Володар Кубка узбецької ліги (1):

«Пахтакор»: 2019
- Володар Суперкубка Узбекистану (3):

«Насаф»: 2016
«Пахтакор»: 2021, 2022